# Heinrich Avemann
Heinrich Avemann (* 14. Januar 1637 in Braunschweig; † 17. Juni 1699 in Aurich) war Doktor beider Rechte, Vizekanzler und Geheimer Rat in Ostfriesland.

## Herkunft
Die Familie Avemann stammt aus dem Kölner Raum und kamen wohl als Kaufleute nach Braunschweig.
Seine Eltern waren der Braunschweiger Bürger und Kaufherr Daniel Avemann (1600–1658) und dessen Ehefrau Anna Schaffeldt.

## Leben
Über seine Jugend, Ausbildung etc. ist nichts bekannt. Im Jahr 1672 berichtete er erstmals aus Braunschweig nach Aurich. Die Fürstin Christine Charlotte muss sehr angetan gewesen sein, von seiner Arbeit, denn von 1673 bis 1686 war er Gesandter Ostfrieslands am Kaiserhof. Nach 1686 war er bis 1689 Gesandter Ostfrieslands beim Reichstag in Regensburg. Dort stand er mit dem Kanzler Johann Heinrich Stamler gegen die ostfriesischen Landstände. Bereits ab 1685 war auch zu verschiedensten Höfen in das Deutsche Reich geschickt worden. 1689 sollte er Drost in Norden werden, was er aber ablehnte, um nicht als Vertreter der gräflichen Politik in Gegensatz zu den Landständen zu kommen. 1690 übernahm Christian Eberhard die Regierungsgeschäfte in Ostfriesland, dieser schickte Avemann von 1691 als Gesandten nach Braunschweig-Wolfenbüttel. Als der Kanzler Stamler 1692 starb, kehrte er als Vizekanzler nach Ostfriesland zurück. Zusammen mit dem Kammerpräsident und Regierungspräsidenten Edzard Adolf von Petkum regierte er dann faktisch in Ostfriesland.
Es gelang ihm bis 1697 die innenpolitischen Spannungen zwischen den Ständen und dem Grafen zu neutralisieren. Dem Erfolg standen aber außenpolitische Probleme gegenüber. Man musste brandenburgische Nachfolgeansprüchen akzeptieren, drei verschiedene Besatzungstruppen befanden sich in Ostfriesland und es gab immerwährenden auswärtigen Schuldforderungen. 1697 trat von Petkum zurück und Avemann regierte nun allein, konnte aber die finanziellen Missstände nicht in den Griff bekommen. Er vertrat dabei immer die Interessen des Grafen, war dabei aber pragmatisch und kompromissbereit.

## Familie
Avemann heiratete am 12. März 1694 Dorothea Margaretha Schrader (* 7. September 1674; † nach 1699). Das Paar hatte wenigstens einen Sohn:
- Daniel Heinrich (* 1. April 1698; † 11. März 1747) ⚭ 1739 Sophie Charlotte Louise von Spilcker (1717–1776)